# Tommy Hutchison
Thomas Hutchison (* 22. September 1947 in Cardenden, Fife) ist ein ehemaliger schottischer Fußballspieler, der vorwiegend im Mittelfeld agierte.

## Laufbahn
Hutchison begann seine Profikarriere 1965 beim in der Scottish Second Division spielenden Alloa Athletic, wo ihm auf Anhieb der Sprung in die Stammformation gelang. 1968 wechselte er zum englischen Zweitligisten FC Blackpool, mit dem er in seiner zweiten Saison 1969/70 durch den Gewinn der Zweitligavizemeisterschaft hinter Huddersfield Town den Aufstieg in die erste Liga schaffte. Zwar stieg die Mannschaft auf direktem Wege nach der Saison 1970/71 als Tabellenletzter wieder ab, doch gewannen die Tangerines in derselben Spielzeit durch einen 2:1-Sieg nach Verlängerung gegen den FC Bologna immerhin den Anglo-Italian Cup.
1972 wechselte Hutchison zum Erstligisten Coventry City, bei dem er die folgenden acht Jahre unter Vertrag stand. In dieser Epoche gelang ihm auch der Sprung in die schottische Nationalmannschaft, für die er zwischen 1973 und 1975 insgesamt 17 Länderspieleinsätze absolvierte und ein Tor erzielte. Höhepunkt seiner Laufbahn in der Nationalmannschaft war die Teilnahme an der Fußball-Weltmeisterschaft 1974, bei der er in den Vorrundenspielen der Bravehearts gegen Zaire (2:0) und Jugoslawien (1:1) jeweils als Joker für Kenny Dalglish eingewechselt wurde.
Nach einem kurzen Gastspiel bei den in der NASL spielenden Seattle Sounders unterschrieb er 1980 bei Manchester City und erreichte mit den Citizens das Finale um den FA Cup, das nach einem 1:1 im Wiederholungsspiel mit 2:3 gegen Tottenham Hotspur verloren wurde.
Die Saison 1982/83 verbrachte er bei Bulova SA in Hongkong, mit dem er sowohl den FA Cup als auch den Viceroy Cup gewann und mit einem Punkt Rückstand auf Seiko Vizemeister der Hong Kong First Division League wurde.
Nach einem zweijährigen Aufenthalt beim FC Burnley unterschrieb er 1985 bei Swansea City, mit dem er am 21. Mai 1989 im Alter von 41 Jahren durch einen 5:0-Finalsieg gegen die Kidderminster Harriers den walisischen Pokalwettbewerb gewann. Er verließ Swansea in der zweiten Hälfte der Saison 1990/91 im Alter von 43 Jahren und schloss sich dem Non-League-Verein Merthyr Tydfil FC an, für den er noch drei Jahre aktiv war und 73 Punktspieleinsätze absolvierte. Erst mit 46 Jahren beendete er dort seine aktive Laufbahn am Ende der Saison 1993/94.

## Erfolge
- Anglo-Italian Cup: 1971 (mit Blackpool)
- Welsh Cup: 1989 (mit Swansea)
- FA Cup und Viceroy-Cup Hongkong: 1983 (mit Bulova)